# Vilșanîk, Sambir
Vilșanîk (în ucraineană Вільшаник) este localitatea de reședință a comunei Vilșanîk din raionul Sambir, regiunea Liov, Ucraina.

## Demografie
Componența lingvistică a localității Vilșanîk
     Ucraineană (99,82%)
     Alte limbi (0,09%)
Conform recensământului din 2001, majoritatea populației localității Vilșanîk era vorbitoare de ucraineană (99,82%), existând în minoritate și vorbitori de alte limbi.